# الحديقة السرية (أنمي)
الحديقة السرية مسلسل أنمي ياباني يحكي عن الطفلة ماري لينوكس التي ولدت في الهند من أبوين إنجليزيين، كانت أمها جميلة للغاية، ولكن ماري كانت تحت رعاية الخدم على الدوام، ولم يكن لديها حتى فرصة حب والديها اللذين كانا منشغلين عنها.وعندما بلغت ماري سنتها التاسعة كانت فتاة أنانية خشنة الطباع لا تحب أحدا، ولا أحدٌ يحبها.وفي تلك الفترة تفشى مرض خطير أودى بحياة والديها وبعض الخدم، بينما فرَّ ما تبقى من الخدم الآخرين، وبقيت ماري وحيدة.

## القصة
كان على ماري أن تعود إلى بريطانيا والعيش مع عمها الأحدب أرشيبولد كرافن الذي يقطن منطقة يوركشاير في شمال إنجلترا، وفي بيت قديم يرجع بناؤه إلى 600 سنة ويضم 100 غرفة، معظمها مقفل، كما تحيط بالمنزل منطقة واسعة من الحدائق والأشجار، وهو الآن يعيش وحيدا حزينا بعد وفاة زوجته التي أسعدته في حياته، فتعرفت الأنسة ماري بالسيدة مدلوك خادمة عمها السيد كرافن بعد أن استقبلتها في لندن.
تعرفت ماري في بيت عمها على الخادمة مارتا التي حدثتها عن شقيقها الصغير ديكون والمسكن وحدائقه والبراري المحيطة به، كما حدثتها عن الحديقة المغلقة منذ وفاة زوجة عمها قبل عشر سنوات لأنها كانت الحديقة المفضلة لها. وسرعان ما تولد فضول لدى ماري لرؤية الحديقة السرية! تجولت ماري في حدائق المسكن وقد سيطر عليها الفضول، وعندما وجدت أشجارا تبدو أغصانها من فوق أحد الحيطان، رأت عصفور بريش أحمر يغّرد وكأنه يدعوها فشعرت بالمحبة له. بحثت عن باب للدخول فلم تعثر على شيء، استنجدت بالبستاني العجوز بن الذي يعتني بالحديقة المفتوحة وقد استغرب من طلبها، وسرعان ما حدث شيء مفاجيء بالنسبة لماري، إذ أن البستاني بعد أن نظر باتجاه الحديقة السرية أطلق صوتا ناعما رقيقا وسرعان ما حطّ العصفور الذي أحبته إلى جوارهما وداعبه البستاني قائلا: أين كنت يا صغيري؟ لم أرك اليوم أبداً! تحدث البستاني إلى الطائر وكأنه طفل صغير، ثم أخبر البستاني ماري أن اسم هذا الطائر هو «أبو الحناء» وأضاف: حين كان صغيراً توفيت أمه وبقي وحيداًً! وهو الأمر الذي حدا بماري إلى الاقتراب من الطائر ومخاطبته: إني وحيدة أيضاً.تعلقت ماري بأبي الحناء، الذي كان يبادلها الحب والتغريد كلما حادثته. وحاولت أن تجاري تغريده بالغناء مرددة: أحبك. أحبك. وعندما طار باتجاه الحديقة السرية تمنت ماري الطيران مثله لكي تشاهد الحديقة السرية، وقد فكرت بها طويلاً. وتساءلت لماذا تحيط بها الأسوار هكذا ومغلقة،
وعندما ألحت بالسؤال أخبرتها الخادمة مارتا أن زوجة عمها كانت تحب الحديقة وتعتني بها مع عمها وقد إعتادت زوجة عمها أن تتسلق شجرة فيها وتجلس عليها طويلا، ولكنها سقطت بعد تكسر أحد أغصانها وماتت في اليوم التالي مما جعل عمها يحزن طويلا ويغلق الحديقة.
زوجة عمها هي نفسها خالتها وبينما كانت ماري تلعب بالحبل الذي أحضرته لها مارتا من منزلها في عطلتها الأخيرة عثرت على مفتاح غريب احتفظت به، وفي اليوم التالي أزاحت الريح بعض النباتات جانبا وظهر باب خلفها أثار فضولها، ولما أدارت فيه المفتاح تمكنت من فتحه بصعوبة، وسرعان ما وجدت نفسها داخل الحديقة السرية التي بدت وكأنها جزء من قصة خرافية بحيث لم تدرك من أول وهلة ما إذا كانت الحديقة حية أم ميتة، حدث كل ذلك في الوقت الذي كان يتبعها أبو الحناء من فوق الاشجار. استطاعت ماري الحصول على مجرفة بمساعدة ديكون شقيق مارتا لاستخدامها في العناية بالحديقة السرية، وبعد أن أطلعت ديكون على السر تعاونا معا لاحياء الحديقة وزراعة بعض البذور، كان عملا شاقا أحبته ماري التي بدأت تحب الآخرين من حولها وفي مقدمتهم ديكون الذي عاش في البراري وتعرفه جميع الحيوانات والطيور. كان على ماري أن ترى عمها قبل أن يرحل لمدة طويلة، سمعت عنه أشياء عديدة وخشيت ألا يحبها أو تحبه. كان لقاؤهما قصيرا، طلبت فيه ماري من عمها أن تكون لها قطعة صغيرة من الأرض لتزرعها كحديقة، لم يُبدِ عمها اعتراضا على ذلك ولكنه أبدى استغرابا، لذلك حدّثت نفسها: إنه رجل لطيف حقا، لكنه يبدو حزينا. يا للسيد كرافن المسكين. سمعت ماري بكاءً في الليل، تتبعت مصدر الصوت وفتحت باب الغرفة التي ينبعث منها الصوت فوجدت ولدا في العاشرة من عمره، وبعد محاورته علمت أن اسمه كولن وأنه ابن عمها، ولكنه كان مريضا، يتحرك على مقعد ذي عجلات ويعتقد أنه سيصبح أحدبا وربما لن يعيش طويلا كما كان يعتقد طبيبه المعالج، فشكت ماري في أن الطبيب لا يعالج الصبي، أملا في التخلص منه وابيه لقرابة بينهما كي يرث عنهما مقاطعة «ميسلويت مانور». لكن هذا الشك كان في غير محله ولم تمضِ فترة طويلة حتى كانت ماري وكولن في غاية الانسجام بعد أن أخبرته بسر الحديقة السرية، واتفقا على أن تكون مارتا هي الوسيط لمواعيد مقابلاتهما في المستقبل.
استطاعت ماري بالتعاون مع ديكون فك عزلة ابن عمها كولن، وادخاله سراً إلى الحديقة السرية. فرح كولن في ذلك اليوم الربيعي وهتف: أريد أن أنمو مع الحديقة. ولكن ذلك اليوم لم ينته حتى عثر عليهم البستاني بن وذيرستاف، دهش أول الأمر، وبعد أن عرف الحقيقة تعاطف كثيرا مع كولن لأنه لم يكن أحدب الظهر، حيث استطاع كولن وأمام الجميع أن يقف باستقامة على قدميه، ولم يبدُ أنه أحدب مما أفرح الجميع خاصة بعد أن التقط المجرفة وراح يعمل بها. لم تعد ماري تفكر في نفسها فقط، وأصبحت فتاة تختلف عما كانت عليه وهي في الهند، وكذلك كولن لم يعد يفكر في مرضه وحدبته وحزنه، لأنه شفي من مرضه. وهكذا انتظر الجميع عودة الأب كرافن ليفاجئوه بسعادتهم وعودة الحياة إلى الحديقة السرية، وهو الأمر الذي أسعد كرافن أيضا، وخصوصا شفاء وسعادة إبنه.

## الشخصيات
- ماري لينوكس: طفلة نكدة مستبدة سليطة اللسان ذات وجه صغير وجسم ضئيل ضامر وشعر خفيف وملامح كئيبة.تتحوّل في الفصل الأخير من الرواية إلى مخلوقة تشبه الأمّ في جمالها تختلف عنها في أنانيتها، مخلوقة إيجابيّة متعاونة ومحبّة.
- العمّ السيّد كرافن: صاحب المزرعة في الريف الإنكليزي حزين بسبب موت زوجته الفاتنة في حادثة، كثير الهروب من مزرعته بأسفار طويلة، يترك ولده الوحيد كولن فريسة للعزلة والمرض.
- كولن ابن عم ماري: المريض المصاب بهستيريا الشكوى والصراخ المتواصلين. والذي يتحول بعد شفائه ووالده إلى شخصين إيجابيين بتأثير ماري وألآخرين.
- بِن : البستاني الحزين المصاب بالروماتيزم.
- ديكون: الذي يمضي جلّ يومه في الحقول والمستنقع الواسع وتعرفه كلّ حيوانات السهل وتأمنّه على مخابئها.
- مارثا:شقيقة ديكون الكبرى وخادمة في منزل السيد كرافن.
- السيدة مدلوك: خادمة عمها السيد كرافن.
- كيمورا :منعت من الدخول إلى القصر بعد وفاة خالة ماري ( زوجة عمها ) حيث اتهمت بأنها هي التي قتلتها وكانو يصفونها أهل القرية بالساحرة كانت صديقة حميمة لوالدة ماري وخالتها
- ماكس: خطيب كيمورا وعمل سابقا في قصر كراڤن طرده السيد كراڤن بعد اتهامه بالسرقة زورا فهاجر إلى المدينة وازدهرت أعماله وأقرض المال إلى السيد كراڤن وحاول الاستحواذ على منزله وممتلكاته حين لم يستطع السيد كراڤن تسديد الدين لعدم توفر السيولة لديه فخافت ماري على عمها وابنه المشلول ومنزلها الجديد وخاصة حديقتها السرية فحثت كولن على السير وطلبت من كيمورا الضغط على خطيبها كي لا ينفذ خطته فتراجع وأمهل السيد كراڤن مهلة كي يوفر المال بعد ان بين له براءته.

## روابط خارجية
- الحديقة السرية على موقع IMDb (الإنجليزية)
- الحديقة السرية على موقع فيلمافينيتي (الإسبانية)
- الحديقة السرية على موقع قاعدة بيانات الفيلم (الإنجليزية)
- الحديقة السرية على موقع ANN anime (الإنجليزية)